# Kertész (cràter)
Kertész és un cràter d'impacte en el planeta Mercuri de 32 km de diàmetre. Porta el nom del fotògraf hongarès André Kertész (1894-1985), i el seu nom va ser aprovat per la Unió Astronòmica Internacional el 2008.
Situat a l'extrem occidental de la gegant conca Caloris de Mercuri, el cràter Kertész té una mica de material brillant inusual al seu sòl. El cràter Sander, situat a la vora nord-oest de la conca Caloris, també mostra aquest material brillant en el seu sòl. Al nord-de Kertész hi ha un petit cràter amb raigs molt brillants i material expulsat, el que indica que el cràter és jove.